# Альт-Беннебек
Альт-Беннебек (нем. Alt Bennebek) — община в Германии, в земле Шлезвиг-Гольштейн. 
Входит в состав района Шлезвиг-Фленсбург. Подчиняется управлению Кроп.  Население составляет 347 человек (на 31 декабря 2010 года). Занимает площадь 14,09 км².